# Paschalis Schmid
Paschalis Schmid (* 25. August 1887 in Altis, Hergensweiler als Anton Josef Schmid; † 25. Dezember 1957 in München) war ein Salvatorianerpater. Er begründete den „Priestersamstag“ und gab die gleichnamige Zeitschrift heraus.

## Leben
Paschalis Schmid wurde als eines von acht Kindern von Johann und Maria Anna Schmid in Altis geboren. Später betrieben die Eltern die Katzenmühle bei Scheidegg. Seit seiner Erstkommunion hegte Schmid den Wunsch Priester zu werden, was für seine Familie eine enorme finanzielle Herausforderung darstellte. So kam er mit 15 Jahren ans Salvatorkolleg in Lochau und absolvierte mit 21 Jahren dort sein Abitur. Anschließend war er als Novize bei den Salvatorianern auf dem Hamberg bei Passau. Ab 1909 studierte er an der Päpstliche Universität Gregoriana in Rom. Dort lernte er unter anderem Pankratius Pfeiffer kennen. Im Juni 1915 wurde Paschalis Schmid zum Priester geweiht und feierte seine Primiz bei seiner Familie in Scheffau. Anschließend kam er nach Freiburg in der Schweiz, studierte später er in München und wurde nach dem Ersten Weltkrieg Lehrer in Lochau. Seine folgenden Stationen waren Bad Wurzach, wo er als Prokurat die Salvatornachwuchsschule mit aufbaute und ab 1930 Berlin, wo er Direktor des neu gegründeten Salvatorverlags wurde. Im Jahr 1934 gründete er den Priestersamstag, zu Unterstützung bedürftiger Priesterkandidaten. Der Priestersamstag entwickelte sich zu einem Apostolat des Gebetes für Priesterberufe. Papst Pius XI. ließ zwei Jahre später den Priestertag für die Gesamtkirche einführen. Paschalis Schmid gab zudem die Vierteljahresschrift Priestersamstag, später Wegbereiter, heraus. Er starb 1957 und wurde im Familiengrab der Salvatorianer auf dem Waldfriedhof in München beigesetzt.